# Groot-Hamburgs voetbalkampioenschap 1932/33
In 1932/33 werd het elfde en laatste Groot-Hamburgs voetbalkampioenschap gespeeld, dat georganiseerd werd door de Noord-Duitse voetbalbond. 
De top vijf mocht naar de Noord-Duitse eindronde. Kampioen HSV en SV Eimsbüttel plaatsten zich finalegroep en werden daar respectievelijk eerste en derde. Hierdoor plaatste HSV zich voor de eindronde om de Duitse landstitel. De club verloor in de eerste ronde van Eintracht Frankfurt. 
Na dit seizoen kwam de NSDAP aan de macht en werden alle regionale voetbalbonden opgeheven. De Gauliga werd ingevoerd als hoogste klasse en de clubs uit Hamburg en omgeving gingen spelen in de Gauliga Nordmark. De top vijf plaatste zich en de andere clubs gingen in de nieuwe Bezirksliga spelen, de tweede klasse. 

## Eindstand
| Plaats | Club                      | Wed. | W  | G | V  | Saldo | Ptn   |
| ------ | ------------------------- | ---- | -- | - | -- | ----- | ----- |
| 1.     | Hamburger SV              | 18   | 12 | 2 | 4  | 52:27 | 26:10 |
| 2.     | Altonaer FC 1893 VfL      | 18   | 13 | 0 | 5  | 55:33 | 26:10 |
| 3.     | SC Union 03 Altona        | 18   | 11 | 1 | 6  | 54:46 | 23:13 |
| 4.     | SpVgg Polizei Hamburg     | 18   | 8  | 4 | 6  | 41:42 | 20:16 |
| 5.     | SV Eimsbüttel             | 18   | 8  | 3 | 7  | 38:33 | 19:17 |
| 6.     | FC St. Pauli 1910         | 18   | 7  | 4 | 7  | 37:38 | 18:18 |
| 7.     | SC Victoria Hamburg       | 18   | 6  | 3 | 9  | 45:45 | 15:21 |
| 8.     | SV St. Georg 1895         | 18   | 6  | 2 | 10 | 29:44 | 14:22 |
| 9.     | SV Wacker 04 Billstedt    | 18   | 4  | 4 | 10 | 34:40 | 12:24 |
| 10.    | SV Uhlenhorst-Hertha 1911 | 18   | 3  | 1 | 14 | 33:70 | 7:29  |

|  | Kampioen, geplaatst voor Noord-Duitse eindronde en voor Gauliga Nordmark 1933/34 |
|  | Geplaatst voor Noord-Duitse eindronde Gauliga Nordmark 1933/34                   |
|  | Degradatie naar Bezirksklasse                                                    |